# Banda (distrikt)
Banda är ett distrikt i den indiska delstaten Uttar Pradesh, och hade 1 537 334 invånare år 2001 på en yta av 4 418,1 km². Det gör en befolkningstäthet på 348 inv/km². Den administrativa huvudorten är staden Banda. De största religionerna är Hinduism (91,60 %) och Islam (8,21 %).

## Administrativ indelning
Distriktet är indelat i fyra kommunliknande enheter, tehsils:
- Atarra, Baberu, Banda, Naraini

## Städer
Distriktets städer är huvudorten Banda samt Atarra, Baberu, Bisanda Buzurg, Mataundh, Naraini, Oran och Tindwari.
Urbaniseringsgraden låg på 15,87 procent år 2001.